# Bhupalpalle
Bhupalpalle es una ciudad censal situada en el distrito de Jayashankar Bhupalpally en el estado de Telangana (India). Su población es de 52387 habitantes (2011).

## Demografía
Según el censo de 2011 la población de Bhupalpalle era de 42387 habitantes, de los cuales 21810 eran hombres y 20577 eran mujeres. Bhupalpalle tiene una tasa media de alfabetización del 76,56%, superior a la media estatal del 67,02%: la alfabetización masculina es del 82,87%, y la alfabetización femenina del 69,93%.